# Böckelse
Böckelse ist ein Ortsteil der Gemeinde Meinersen (Samtgemeinde Meinersen) im niedersächsischen Landkreis Gifhorn.

## Geografie und Verkehrsanbindung
Der Ort liegt nordwestlich des Kernortes Meinersen direkt an der Grenze zum Landkreis Celle.
Durch den Ort führt die K 42, die Böckelse nach Norden mit Hohnebostel und Langlingen und nach Süden mit Päse und der B 188 verbindet.

## Geschichte
Der Ort wurde um 1220 Bocsele und um 1270 Buxsele genannt. Die Edelherren von Meinersen waren hier begütert. Sie gaben aus ihrem Eigenbesitz 1 Hufe als Lehen an die Brüder Lüdiger und Wedekind von Gerstenbüttel.

### Einwohnerentwicklung
| Jahr      | 1925 | 1933 | 1939 | 2019 |
| --------- | ---- | ---- | ---- | ---- |
| Einwohner | 138  | 155  | 157  | 159  |

## Vereine
- Feuerwehrförderverein
- Frauenverein „Die flotten Motten“ e. V.
- Friedhofsverein[4]

Die Freiwillige Feuerwehr Böckelse wurde 1950 gegründet, seit 2024 ist sie eine Löschgruppe der Freiwilligen Feuerwehr Flettmar.